# Ferdinand Alfred O'Gorman
Ferdinand Alfred, comte O'Gorman (Paris, 1825 - Malzéville, château de Pixerécourt, 3 décembre 1900) est un propriétaire terrien français, rentier et défenseur de la foi catholique.
Il est connu pour ses très nombreuses propriétés en Lorraine, pour ses dons généreux envers l'Église et pour avoir reconstruit entièrement le château de Pixerécourt dans les années 1860.

## Biographie

### Origines familiales
La famille O'Gorman (ou Mac Gorman), dont les plus anciennes mentions remontent au XIIe siècle, appartient à l'ancienne noblesse d'Irlande. Elle fait souche en France vers 1688-1691 avec Arnold O'Gorman de Kilmurry, venu à la suite de Jacques II. La noblesse de la maison O'Gorman est reconnue par lettres patentes de Louis XVI données à Versailles en février 1774 et enregistrées au Parlement de Paris le 3 mai 1775. La branche aînée porte le titre de comte.
Les armoiries familiales sont : d'azur, au lion passant d'argent, posé en abîme, armé et lampassé de gueules, accompagné de trois épées, les lames et les poignées d'argent, les pointes en haut, surmontées d'un casque de profil, grillé d'or, sommé d'une couronne fleuronnée d'or, d'où est issant un bras d'or, armé d'une épée flamboyante, et accompagné de lambrequins de gueules et d'argent.
Jougla de Morenas en décrit une variante : d'azur au lion d'argent armé et lampassé de gueules, accompagné de trois épées hautes en pal du mesme, garnies d'or et posées 2 et 1.
Deuxième fils de Patrice O'Gorman et de Marie-Anne Louise Lawrence, Ferdinand Alfred O'Gorman est né à Paris en 1825. Il épouse en février 1857 Alix-Marguerite d'Hoffelize (1834-1913), issue d'une vieille famille lorraine et fille de Louis d'Hoffelize et Charlotte de Prez-Crassier. Cette famille d'Hoffelize Liégeois est citée à Vic-sur-Seille en 1456 comme en témoigne une pierre scellée dans l'église de Vic à la mémoire des défunts de la famille d'Hoffelize (le Liégeois), monument posé à l'initiative de Fernand et Alice O'Gorman née d'Hoffelize.
Le couple a sept enfants : Robert Jean Marie Gaspard, Gaétan Marie Joseph Ferdinand, Gérald Pierre Marie Patrice, Hyacinthe Toussaint, Patrice Marie Bernard, Sixte François Marie, Odile.
Ferdinand O'Gorman meurt « en son château de Pixérécourt » le 3 décembre 1900 à l'âge de 75 ans. Il est enterré dans la chapelle Saint-Pierre, qui fait face au château et qu'il avait entièrement reconstruite dans un style roman.

## Une immense fortune
Ferdinand O’Gorman est immensément riche et achète de nombreux domaines en Lorraine. La rumeur de l’époque dit que, s’il n’est propriétaire que de 99 fermes, c’est que la loi interdisait d’en posséder davantage. Les biens du comte O’Gorman se partagent entre fermes et terres agricoles qu’il fait exploiter (domaine de Frouard qu’il rachète à Henri de Kergorlay, domaine de Pixerécourt dont il hérite de Jeanne Barbe Le Duchat de Rusange, comtesse d’Hoffelize et parente de son épouse, etc.) et plusieurs hôtels particuliers et châteaux comme :
- l'hôtel de Mahuet-Lupcourt, rue Saint-Dizier où O’Gorman tient un salon littéraire et mondain en vue. Il y reçoit notamment René-Charles Guilbert de Pixerécourt ;
- l'hôtel de Fontenoy ;
- l'hôtel de Hoffelyze qui proviennent de la dote de la comtesse O'Gorman ;
- château et domaine de Choloy, achetés en 1855 à M. de Mesny, et revendu par la Comtesse O'Gorman en 1908 ;
- château de Bouzey, à Laneuveville-devant-Nancy. Habité ensuite par deux des fils de Ferdinand ;
- château de Pixerécourt qu'il fait reconstruire[6].

Ferdinand O'Gorman partage son temps principalement entre Pixerécourt et son hôtel de la rue Saint-Dizier à Nancy.

## Un catholique généreux
Ferdinand O'Gorman soutient fidèlement la religion catholique. Il fait édifier, par exemple, pour la procession de la Fête-Dieu à Nancy un somptueux reposoir devant son hôtel de la rue Saint-Dizier. Les O'Gorman offrent également une importante verrière pour la nouvelle église Saint-Epvre. Cette dernière représente, à l'instar des nombreux autres vitraux, les saints patrons des donateurs à savoir saint Ferdinand et sainte Marguerite. Devenue veuve, la comtesse O'Gorman poursuit ce mécénat dans le diocèse et offre des ornements liturgiques au début du XXe siècle à la basilique du Sacré-Cœur de Nancy.
Ferdinand O'Gorman, comme les honneurs et décorations reçus du Saint-Siège le rappellent, est également très attaché à la papauté qu'il soutient énergiquement. En 1867, il participe à hauteur de 10 000 francs à la souscription pour aider l'armée pontificale face aux troupes de Garibaldi qui marchent sur Rome. En 1875, il offre 2 000 francs à l'hôpital de Jérusalem. Il offre, avec son épouse, en 1878, le maître-autel de l'église Saint-Christophe à Lay-Saint-Christophe (il ne reste plus que la partie basse). En 1884, il donne 200 francs au corps des camériers du pape.

## Décorations et charges honorifiques

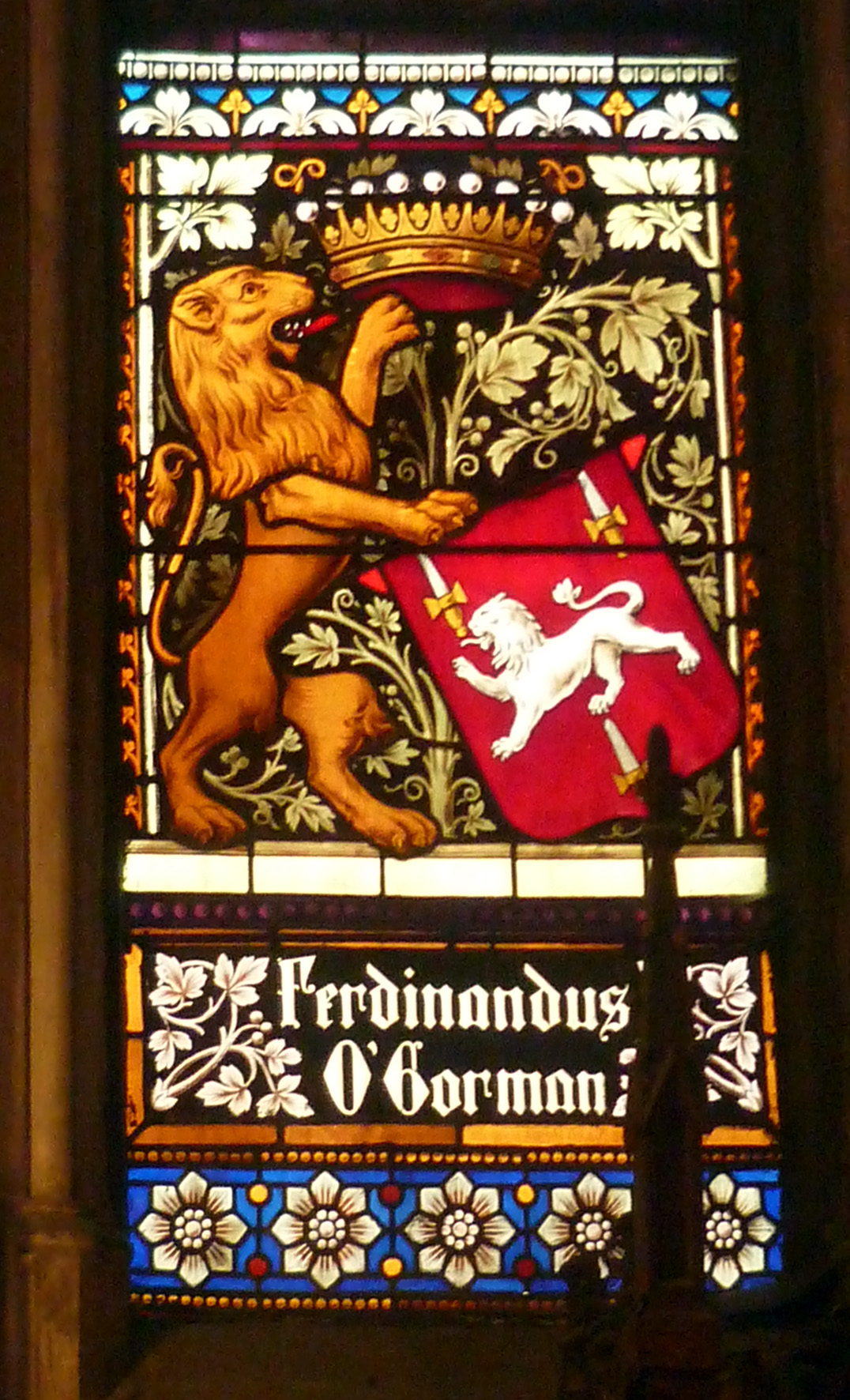
Détail du grand vitrail offert par le comte Ferdinand O'Gorman et la comtesse, née Alix-Marguerite d'Hoffelize. Basilique Saint-Epvre de Nancy. Vers 1865-1870.

### Décorations
Les décorations du comte O'Gorman ont été dispersées lors de la vente du 27 mai 2016 organisée par la maison Delvaux, à Drouot, Paris, (lots 411, 419, 420, 421, 422 et 423).
- chevalier de l'Ordre du Christ, Saint-Siège;
- commandeur de l'Ordre de Saint-Grégoire-le-Grand, Saint-Siège;
- commandeur de l'Ordre équestre du Saint-Sépulcre de Jérusalem, Saint-Siège;
- chevalier de l'Ordre de François-Joseph en 1884, Autriche-Hongrie.

### Charges honorifiques, titre nobiliaire
- comte romain en 1862 ;
- camérier secret de cape et d'épée de Pie IX puis de Léon XIII ;
- Gardien des clés du caveau de la chapelle des ducs de Lorraine à Nancy (édit de l'empereur d'Autriche-Hongrie du 16 mars 1874 ; Ferdinand Alfred O'Gorman succédant alors à son frère décédé).